# (464282) 2016 AU1
(464282) 2016 AU1 es un asteroide perteneciente al cinturón de asteroides, descubierto el 28 de abril de 2004 por el equipo Spacewatch desde el Observatorio Nacional de Kitt Peak (Arizona, Estados Unidos).